# Deutsches Forschungszentrum für Künstliche Intelligenz
El Centro de Investigación Alemán para la Inteligencia Artificial (DFKI) es una asociación público-privada con grandes empresas, empresas medianas, los estados de Bremen, Baja Sajonia, Renania-Palatinado y Sarre como socios y el Ministerio Federal de Educación e Investigación de Alemania como patrocinador del proyecto. La mayoría del consejo de supervisión está compuesto por representantes del sector privado.
Con oficinas en Kaiserslautern, Saarbrücken, Bremen, Osnabrück y Oldenburg, una oficina de proyectos en Berlín y una sucursal en St. Wendel, DFKI es la principal institución de investigación orientada a los negocios de Alemania en el campo de las tecnologías de software innovadoras basadas en métodos de inteligencia artificial. En el mundo científico internacional, el DFKI es uno de los "Centros de excelencia" más importantes.
Además, el Centro Alemán de Investigación de Inteligencia Artificial mantiene el llamado "CERTLAB", un laboratorio de certificación y soberanía digital. Su objetivo es apoyar a la Comisión Europea en la implementación de la estrategia europea sobre inteligencia artificial y promover la credibilidad y confiabilidad de la IA.